# Papilio astyalus
Espèce
Statut de conservation UICN

LC : Préoccupation mineure
Papilio astyalus ou Machaon à larges bandes est une espèce de lépidoptères (papillons) de la famille des Papilionidae. Cette espèce vit en Amérique, du Panama à l'Argentine. 

## Description

### Imago
L'envergure est comprise entre 9 et 12 cm. Il y a un fort dimorphisme sexuel. 
Chez le mâle les ailes sont noire, à l'avers les ailes antérieures sont traversées par une large bande jaune traversée par des nervures noires. Il y a une petite macule jaune dans la cellule et une série de macules jaunes dans la partie submarginale. Les ailes postérieures portent des queues, une bande jaune dans le prolongement de celle des ailes antérieures, des macules jaunes submarginales, et une ocelle rouge orangé surmontée d'une lunule bleu irisé dans l'angle anal. Au revers les ailes portent des motifs similaires mais la cellule des ailes antérieures est rayée de jaune et la partie noire des ailes postérieure est plus réduite. Les ailes postérieures portent en outre une série de lunules bleu irisé surmontées de lunules rouge orangé.
La femelle est plus foncée, et ne porte pas la large bande jaune présente chez le mâle. À l'avers les ailes antérieures sont marron foncé, plus claires dans la partie submarginale et portent une série de macules jaunes submarginales. Les ailes postérieures sont marron foncé avec des séries de macules rouge, bleu irisé et jaunes submarginales, une ocelle orangée dans l'angle anal et des queues plus réduites. Le revers est similaire, mais les macules bleues sont plus réduites et sont surmontées de lunules rouge orangé. 

Le mâle a le corps jaune sur le dessous et les flancs mais noir sur le dessus, la femelle a le corps noir. 

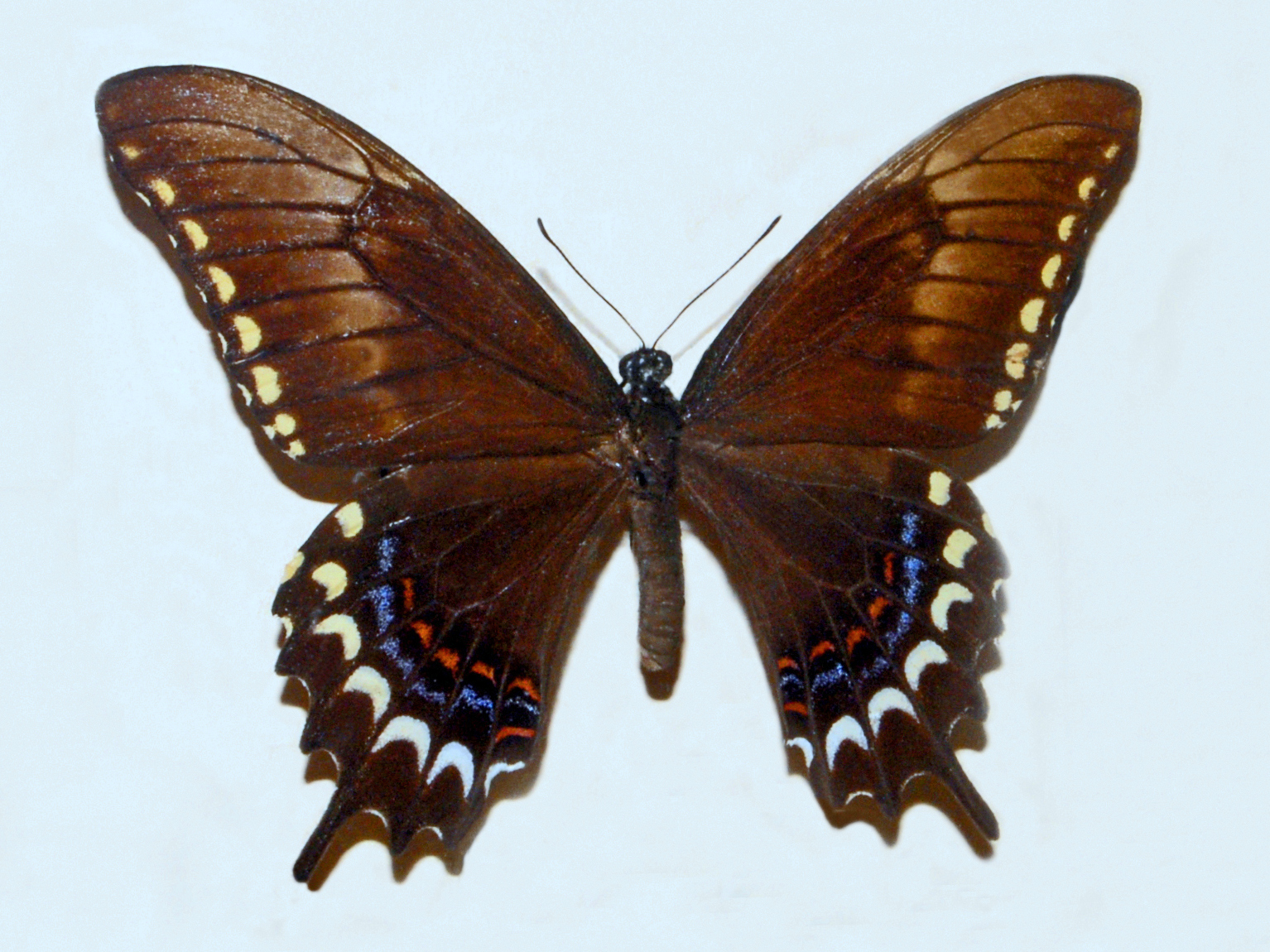
Papilio astyalus femelle
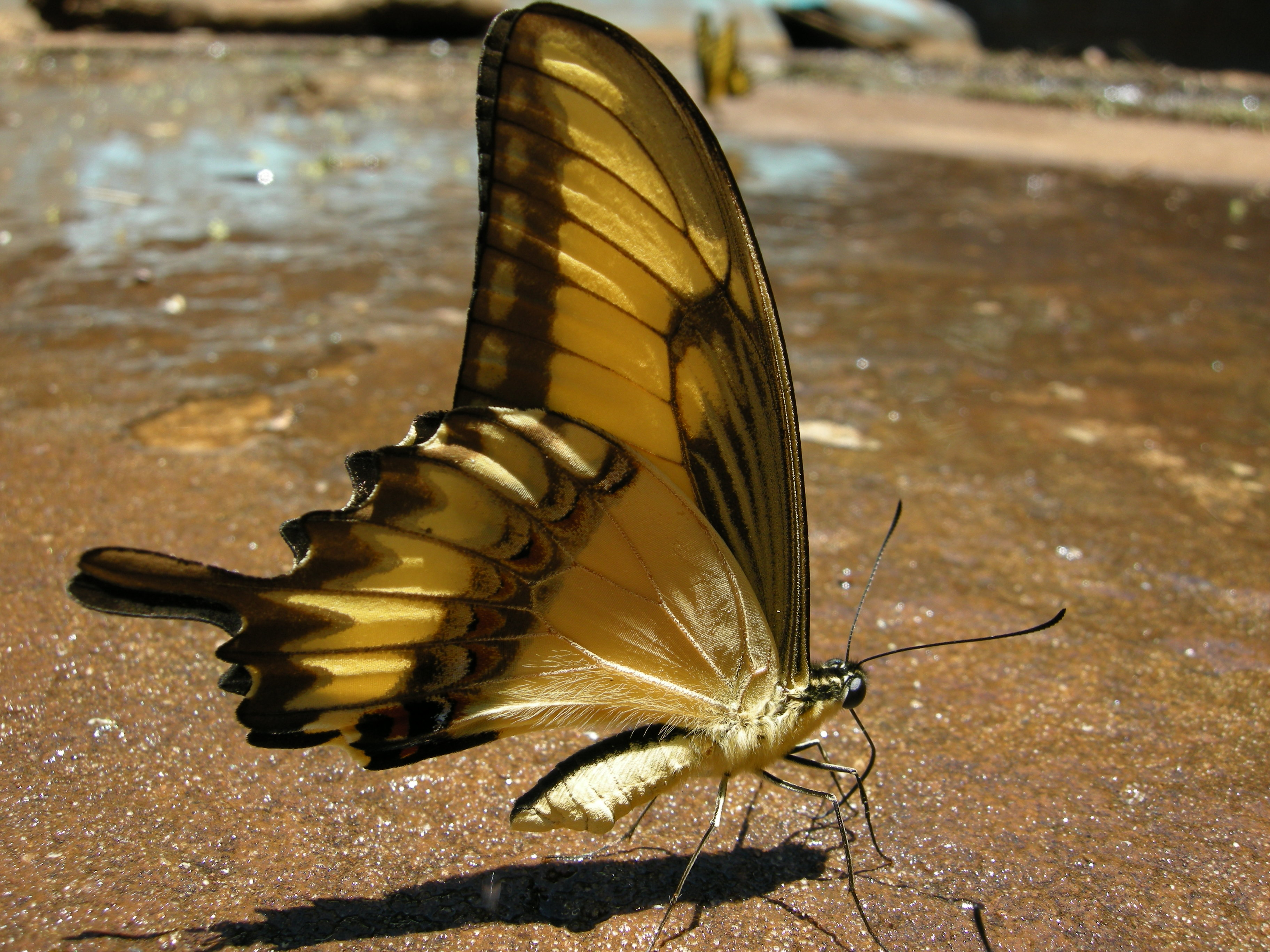
Papilio astyalus mâle, ailes repliées
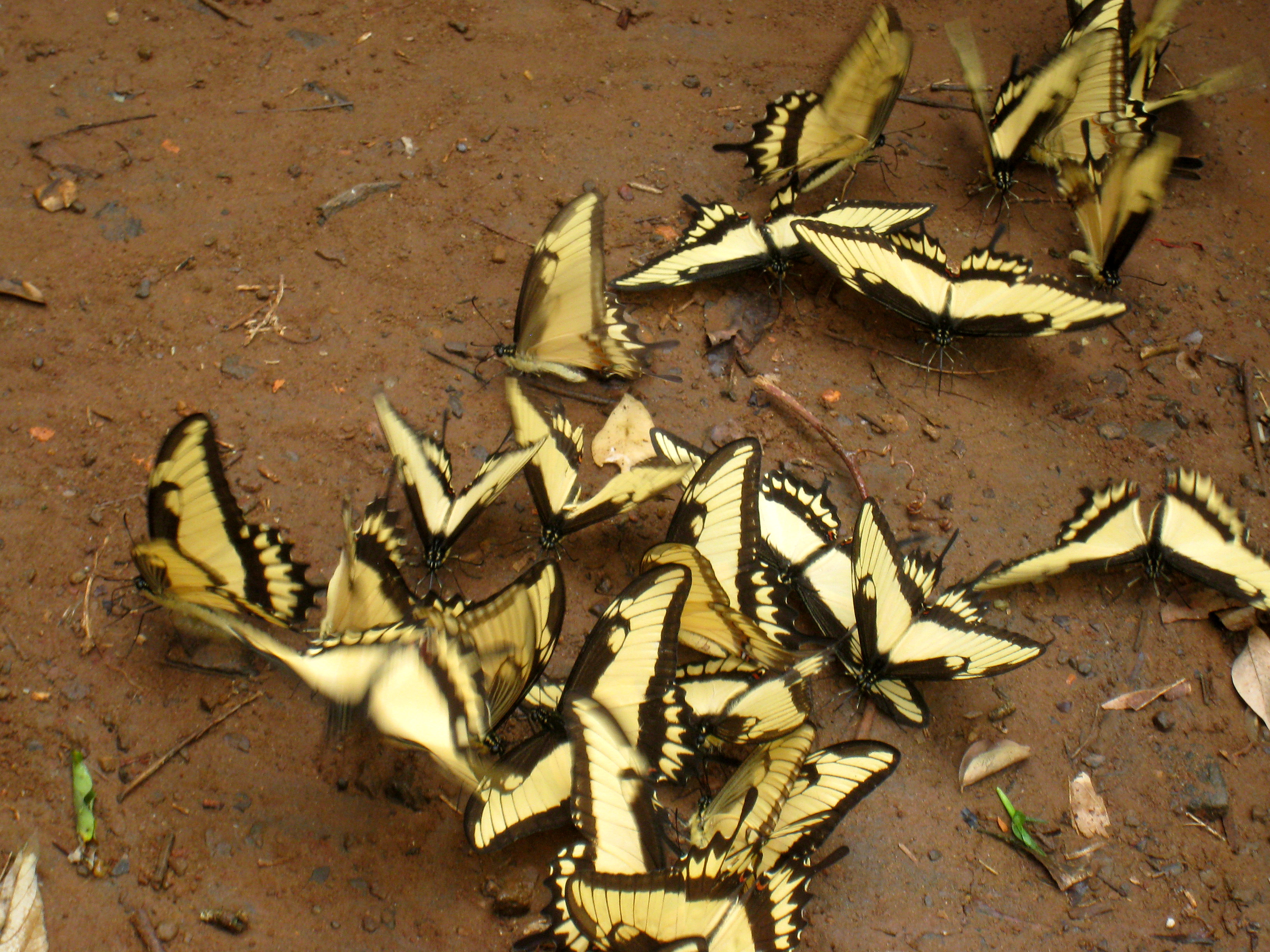
Papilio astyalus mâles, en groupe

### Juvéniles
La chenille au dernier stade est marron, avec de larges bandes blanches sur les flancs et l'arrière du corps blanc.

## Écologie
Les femelles pondent leurs œufs sur des plantes de la famille des Rutacées, notamment celles du genre Citrus, telles que Citrus reticulata et Citrus paradisi en Uruguay. Les chenilles se nourrissent des feuilles de la plante-hôte. Comme toutes les chenilles de Papilionides elles portent derrière la tête un osmeterium, organe fourchu qui émet une substance repoussant les prédateurs. Arrivée à maturité la chenille se change en chrysalide sur une branche. La chrysalide est maintenue à la verticale par une ceinture de soie. La chenille passe probablement la saison sèche sous forme de chrysalide.
Les adultes sont plus abondants en juin et juillet. Ils se nourrissent du nectar des fleurs, particulièrement celles d'Euphorbia pulcherrima et de Lantana camara et sont souvent observés à la lisière des forêts.

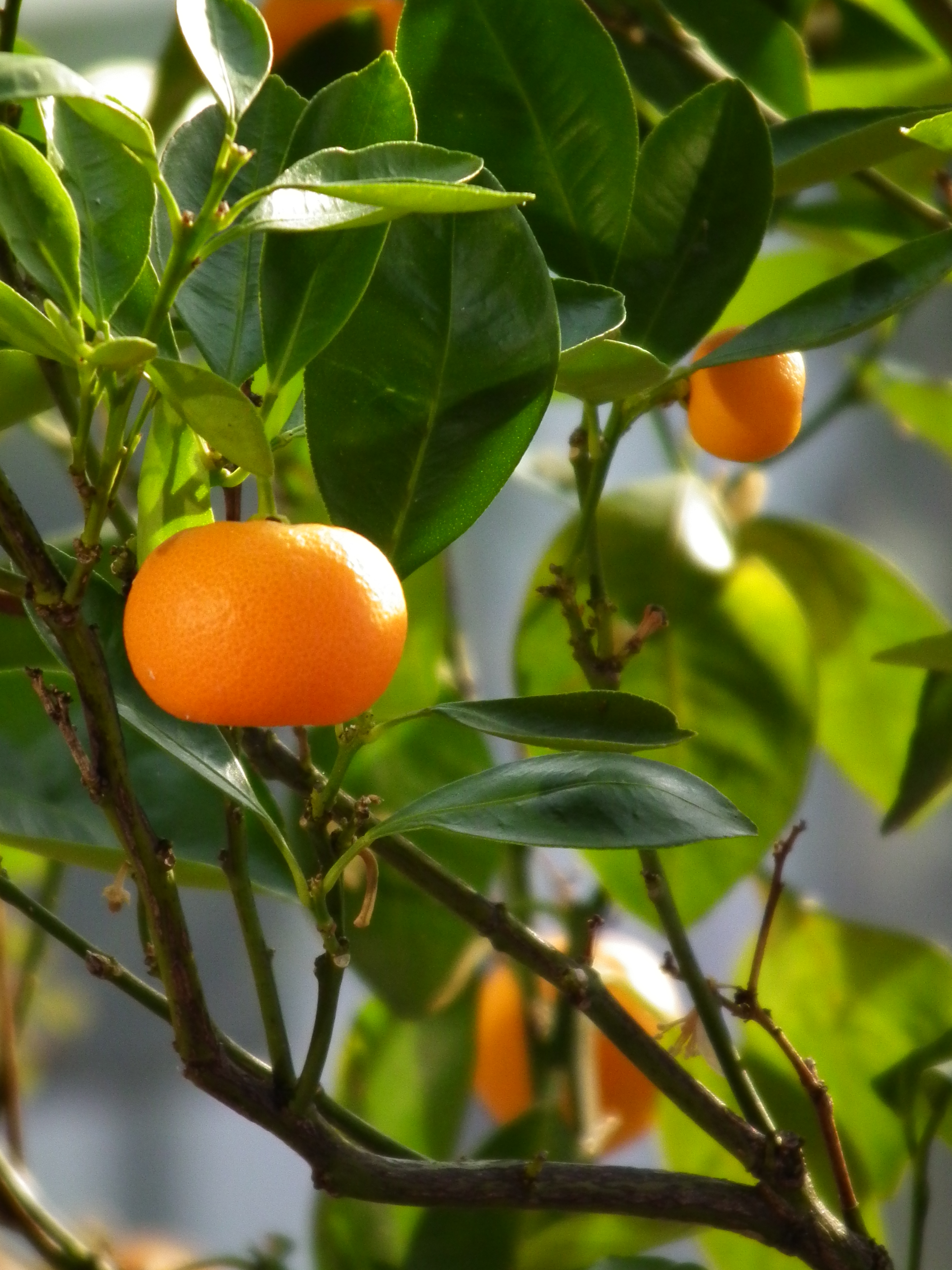
Mandarinier (une des plantes-hôte de Papilio astyalus)
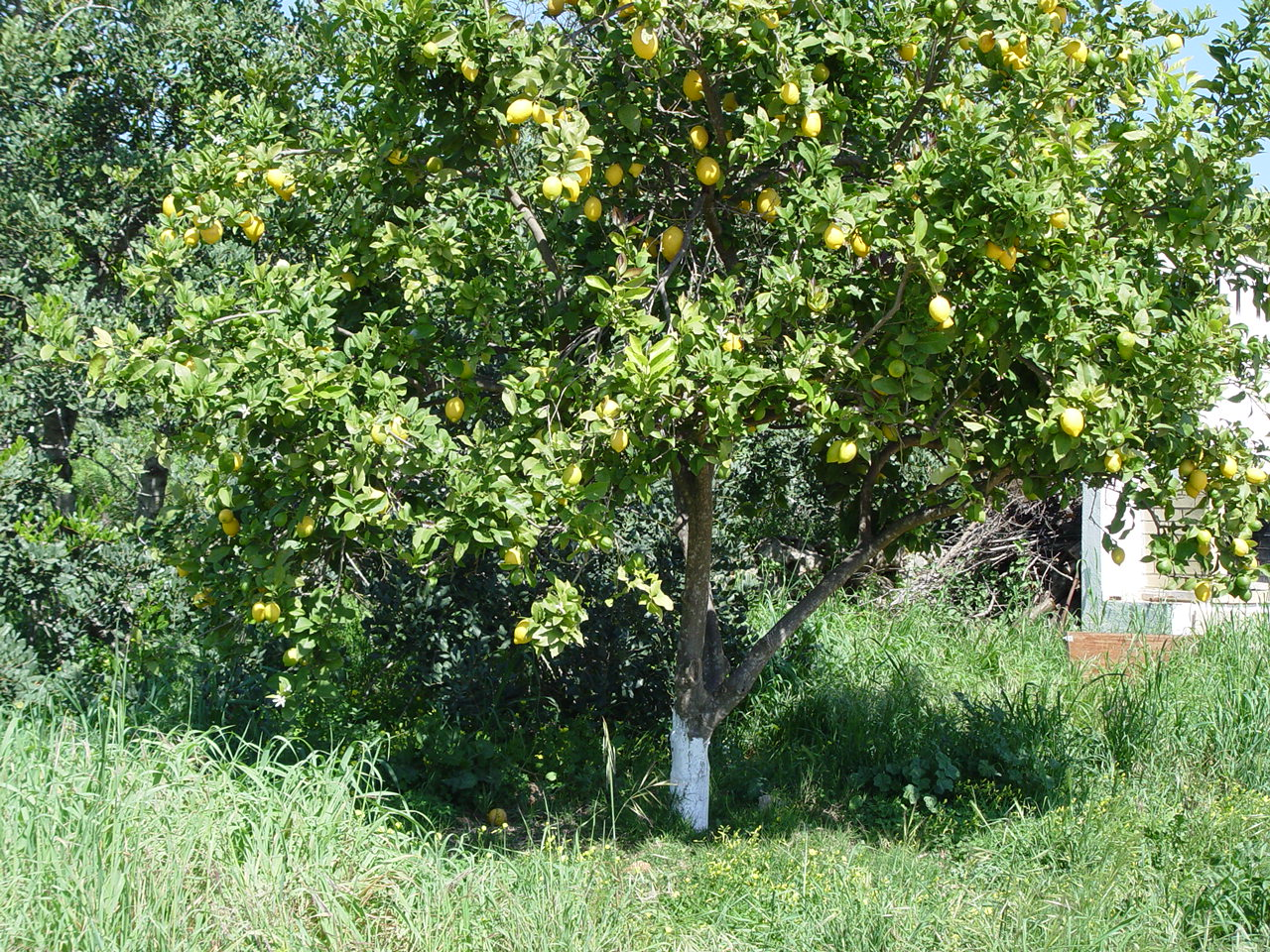
Citronnier (Citrus limon)
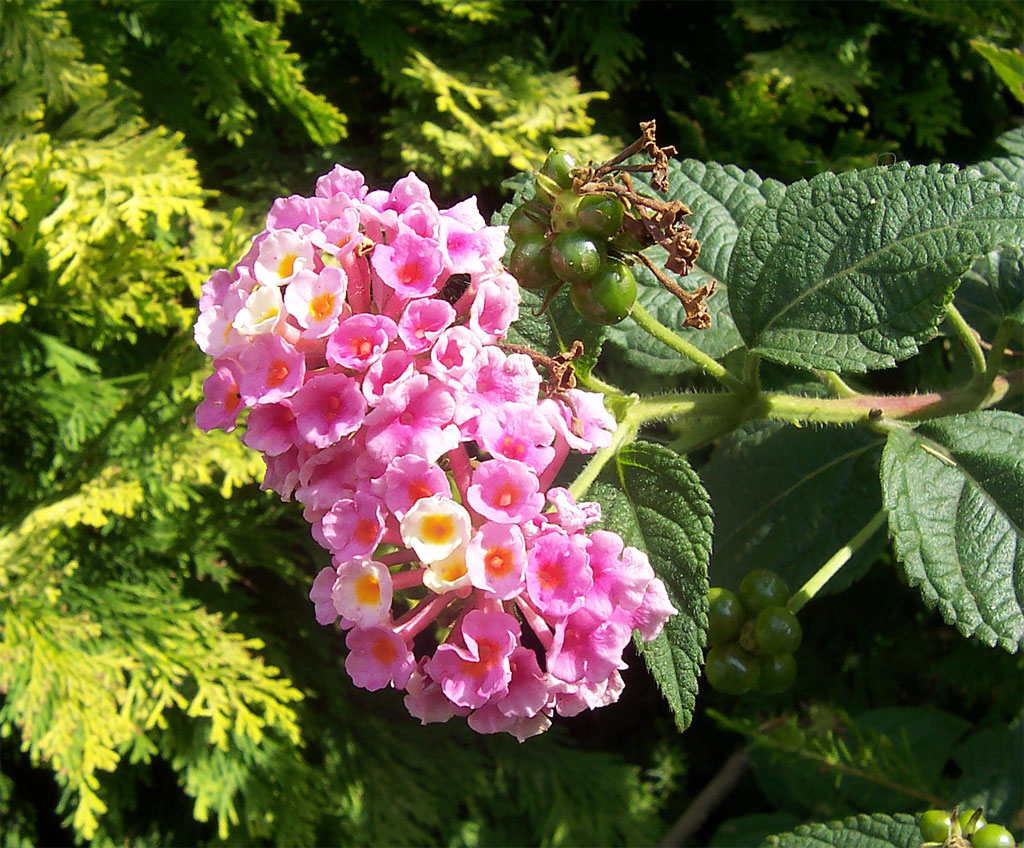
Lantana camara, fleurs appréciées des adultes

## Habitat et répartition
Papilio astyalus est un papillon américain présent dans l'écozone néotropicale. L'espèce est présente au Panama, en Colombie, au Vénézuela, dans les Guyanes, au Brésil, en Uruguay, au Paraguay, en Bolivie, en Argentine et dans certaines îles telles que Trinidad. Elle vit dans les forêts sèches tropicales et dans les forêts humides mais peut aussi se trouver dans les zones urbaines.

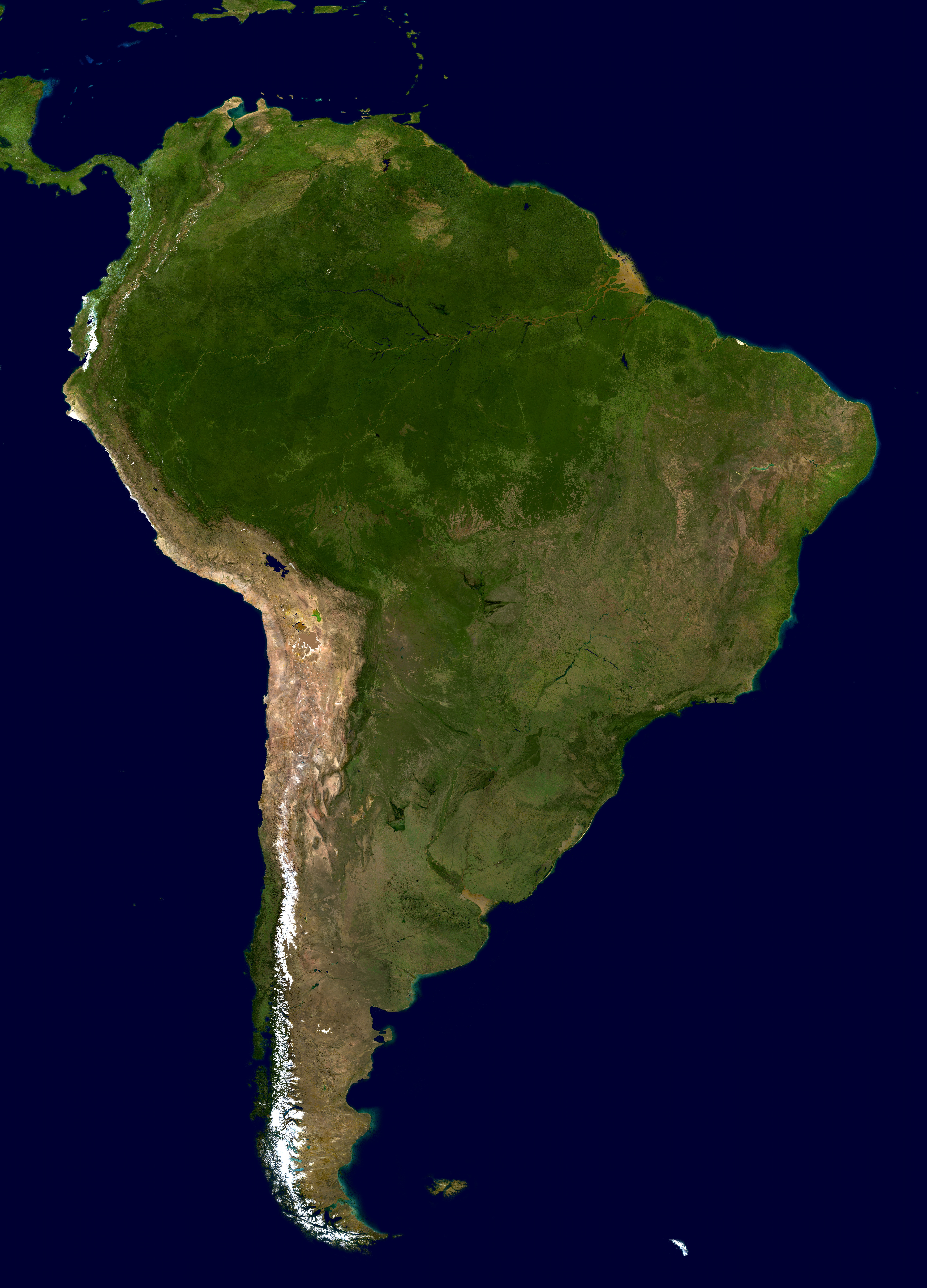
Image satellite de l'Amérique du Sud et de l'Amérique centrale
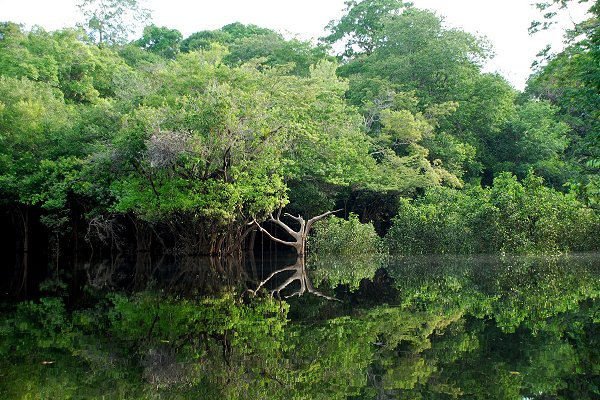
Forêt amazonienne

## Systématique
L'espèce Papilio astyalus a été décrite pour la première fois en 1819 par l'entomologiste français Jean-Baptiste Godart dans son Encyclopédie méthodique. Elle est placée dans le sous-genre Heraclides qui regroupe 33 espèces de Papilio américains, et est parfois appelée Heraclides astyalus. Les sous-espèces les plus septentrionales, P. astyalus pallas et P. astyalus bajaensis, sont désormais rattachées à d'autres espèces,.

### Sous-espèces[1]
- P. astyalus astyalus : de l'est du Brésil jusqu'au Paraguay et la Bolivie, Tucuman en Argentine et Uruguay
- P. astyalus hippomedon : Panama, Colombie et Vénézuela, est des Guyanes, Amazonie
- P. astyalus phanias : ouest et sud du Vénézuela, Andes colombiennes, sud de la Bolivie et ouest de l'Amazone.

## Papilio astyaluset l'Homme

### Nom vernaculaire
L'espèce est appelée "Broad-banded swallowtail" en anglais.

### Menaces et conservation
Papilio astyalus est considérée "préoccupation minimale" par l'UICN. Elle possède une aire de répartition vaste, ses plante-hôte sont abondantes et elle peut s'adapter à l'environnement urbain.